# Шукирлик
Шукирли́к (каз. Шүкірлік) — село у складі Айиртауського району Північноказахстанської області Казахстану. Входить до складу Каратальського сільського округу.
До 2009 року село називалось Шукурлюк.
Населення — 162 особи (2021; 235 у 2009, 290 у 1999, 298 у 1989).
Національний склад станом на 1989 рік:
- казахи — 100 %.